# Ariamnes simulans
Ariamnes simulans är en spindelart som beskrevs av O. Pickard-Cambridge 1892. Ariamnes simulans ingår i släktet Ariamnes och familjen klotspindlar. Inga underarter finns listade i Catalogue of Life.

## Bildgalleri

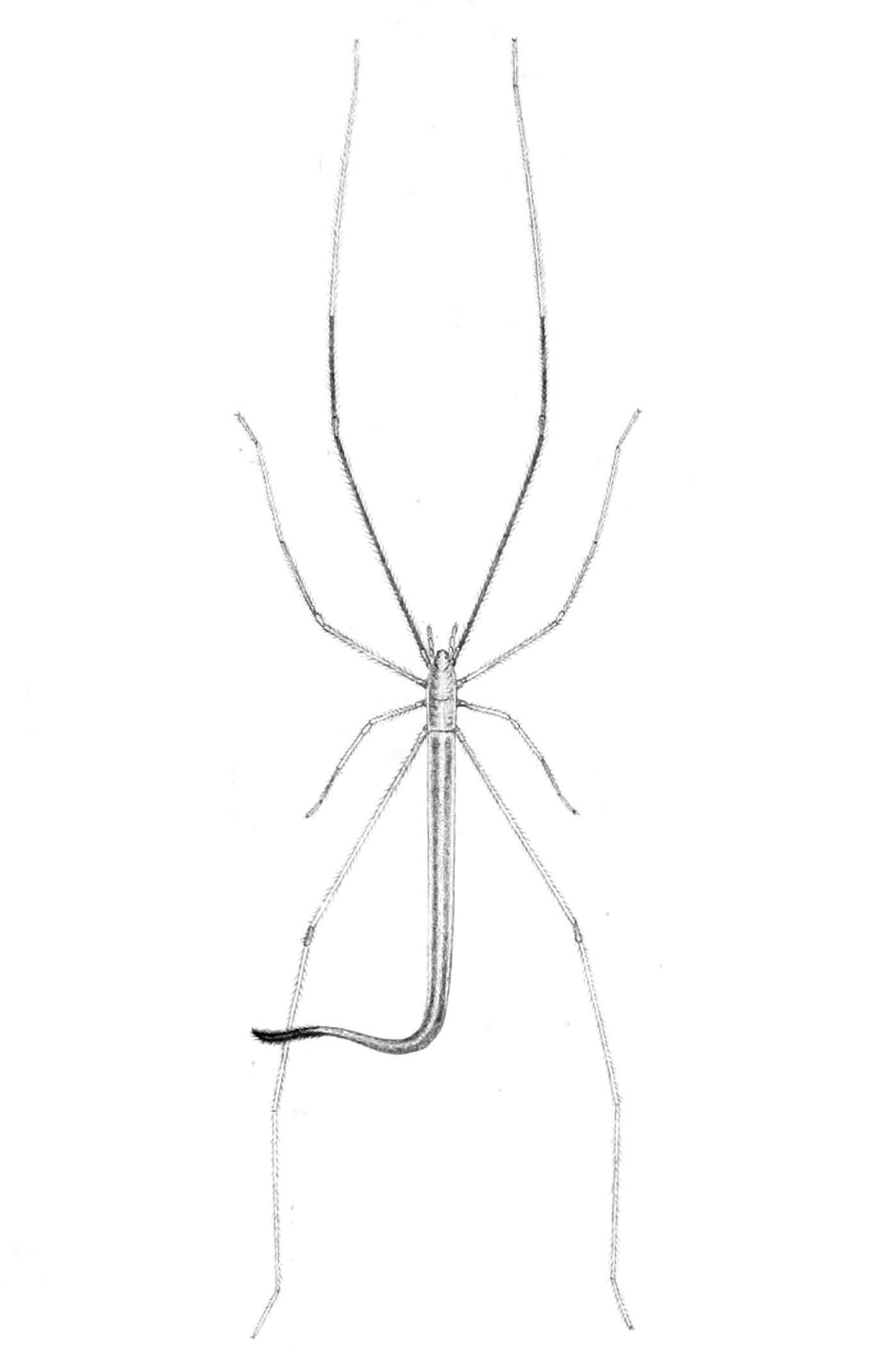